# Taufik Hidayat
Taufik Hidayat (Bandung, 10 de agosto de 1981) es un deportista indonesio que compitió en bádminton, en la modalidad individual.
Participó en cuatro Juegos Olímpicos de Verano entre los años 2000 y 2012, obteniendo una medalla de oro en Atenas 2004 en la prueba individual. Ganó cuatro medallas en el Campeonato Mundial de Bádminton entre los años 2001 y 2010.

## Palmarés internacional
| Juegos Olímpicos   | Juegos Olímpicos         | Juegos Olímpicos  | Juegos Olímpicos |
| Año                | Lugar                    | Medalla           | Prueba           |
| ------------------ | ------------------------ | ----------------- | ---------------- |
| 2004               | Atenas (Grecia)          | Medalla de oro    | Individual       |
| Campeonato Mundial |                          |                   |                  |
| Año                | Lugar                    | Medalla           | Prueba           |
| 2001               | Sevilla (España)         | Medalla de bronce | Individual       |
| 2005               | Anaheim (Estados Unidos) | Medalla de oro    | Individual       |
| 2009               | Hyderabad (India)        | Medalla de bronce | Individual       |
| 2010               | París (Francia)          | Medalla de plata  | Individual       |